# Relações entre Honduras e Índia
As relações entre Honduras e Índia referem-se às relações internacionais que existem entre a República de Honduras e a República da Índia . O alto comissário indiano na Cidade da Guatemala é simultaneamente credenciado em Honduras. A Índia também tem um Cônsul Geral Honorário em Tegucigalpa. No dezembro de 2016, o governo hondurenho anuncia que está em processo de abertura de uma embaixada em Nova Delhi.

## História
O Ministro da Defesa de Honduras, Aristides Mejia Carranza, visitou a Índia em abril de 2008 e manteve reuniões com funcionários do Exim Bank e empresas indianas que executam projetos em Honduras. O vice-chanceler Eduardo Enrique Garcia Reina visitou o país em junho de 2008 participar da segunda reunião dos Ministros das Relações Exteriores da Índia e do Sistema de Integração da América Central (SICA), em Nova Delhi. Durante essa reunião, Honduras e Índia assinaram um memorando de entendimento, concordando em manter consultas regulares com o Ministério das Relações Exteriores. A primeira dessas consultas ocorreu em Honduras em 27 de abril de 2015. O Secretário Especial do Ministério das Relações Exteriores, R. Swaminathan, chefiou a delegação indiana durante esta consulta.
No março de 2011, o governo hondurenho anunciou que fecharia suas embaixadas em cinco países sul-americanos e usaria os recursos para abrir escritórios comerciais na Índia, Cingapura, China e Canadá. O Ministro da Agricultura de Honduras, Jacobo Regalado, visitou a Índia em janeiro de 2013, e o vice-ministro da Defesa Carlos Robeto Fune participaram do Aero India 2013 em Bangalore em fevereiro. O Ministro do Desenvolvimento Econômico, Alten Rivera Montes, visitou a Índia em outubro de 2014 para participar da 6 Conclave de Investimentos Índia-LAC.

## Comércio
O comércio bilateral entre Honduras e Índia totalizou 170.96 milhões de dólares em 2015-2016, uma redução de 19,68 % em relação ao ano anterior. A Índia exportou US$  milhões em mercadorias para Honduras e importou . Os principais produtos exportados da Índia para Honduras são extratos para curtimento e tingimento, produtos de borracha, ferro e aço, produtos farmacêuticos e algodão . Os principais produtos importados pela Índia de Honduras são artigos de ferro, aço e alumínio . Uma empresa indo-canadense abriu uma fábrica de tricô de fios de seda em San Pedro Sula em 2006. Várias visitas de delegações comerciais, empresariais, turísticas e outras foram realizadas entre os dois países.